# Halálozások 1981-ben
Ez a szócikk az 1981-es évben elhunyt nevezetes személyeket sorolja fel.

## December
| Dátum        | Név                    | Foglalkozás / tisztség                                                     | Kor | Forrás                                                       |
| ------------ | ---------------------- | -------------------------------------------------------------------------- | --- | ------------------------------------------------------------ |
| december 30. | Curt Eisner            | lengyel-német entomológus, lepkekutató                                     | 091 |                                                              |
| december 30. | Ellen Jansø            | dán színésznő                                                              | 075 |                                                              |
| december 30. | Franjo Šeper           | horvát római katolikus bíboros, zágrábi érsek                              | 076 |                                                              |
| december 28. | Jokomizo Szeisi        | japán író                                                                  | 079 |                                                              |
| december 27. | Hoagy Carmichael       | amerikai énekes, zongorista, zeneszerző, színész                           | 082 |                                                              |
| december 25. | Gheorghe Mihoc         | román matematikus és statisztikus                                          | 075 |                                                              |
| december 25. | Heinrich Welker        | német fizikus, kutató                                                      | 069 |                                                              |
| december 24. | René Barbier           | belga zeneszerző                                                           | 091 |                                                              |
| december 21. | Seweryn Butrym         | lengyel színész, színházi rendező                                          | 070 |                                                              |
| december 17. | Ada Kramm              | norvég színésznő                                                           | 082 |                                                              |
| december 17. | Raimundo Rolón         | paraguayi politikus, köztársasági elnök (1941–1949)                        | 078 | [ 1 ]                                                        |
| december 16. | Joseph Murphy          | ír-amerikai szerző, az Új Gondolat Mozgalom írója                          | 083 |                                                              |
| december 15. | Sam Jones              | amerikai dzsesszzenész és zeneszerző                                       | 057 |                                                              |
| december 15. | Karl Struss            | amerikai fotográfus és operatőr                                            | 095 | [ 2 ]                                                        |
| december 15. | Max Steenbeck          | német atomfizikus                                                          | 077 |                                                              |
| december 13. | Cornelius Cardew       | angol zeneszerző                                                           | 045 |                                                              |
| december 13. | Anders Österling       | svéd költő, író, műfordító, irodalomkritikus                               | 097 |                                                              |
| december 11. | Raymond Rouleau        | belga színész, színházi- és filmrendező                                    | 077 |                                                              |
| december 10. | Ernest Muhleisen       | német származású francia orgonaépítő                                       | 084 | Archiválva 2022. március 26-i dátummal a Wayback Machine-ben |
| december 8.  | Ferruccio Parri        | olasz partizán, politikus, miniszterelnök (1945)                           | 091 |                                                              |
| december 8.  | Big Walter Horton      | amerikai blues-szájharmonikás                                              | 060 |                                                              |
| december 7.  | Ava Helen Pauling      | amerikai emberi jogi aktivista, Linus Pauling Nobel-díjas kémikus felesége | 077 |                                                              |
| december 5.  | Charles Barton         | amerikai színész, filmrendező                                              | 078 |                                                              |
| december 4.  | Karl Gilg              | német sakkozó                                                              | 080 |                                                              |
| december 4.  | Ole Sarvig             | dán költő, író                                                             | 060 |                                                              |
| december 3.  | Charles Paul Alexander | amerikai entomológus                                                       | 092 |                                                              |
| december 3.  | Rudolf Prack           | osztrák színész                                                            | 076 | [ 4 ]                                                        |

## November
| Dátum        | Név                | Foglalkozás / tisztség                          | Kor | Forrás |
| ------------ | ------------------ | ----------------------------------------------- | --- | ------ |
| november 30. | Charles Eric Maine | angol sci-fi író                                | 060 |        |
| november 29. | Natalie Wood       | Golden Globe-díjas amerikai színésznő           | 043 |        |
| november 28. | Arthur Jensen      | dán színész                                     | 084 |        |
| november 26. | Max Euwe           | holland matematikus és sakkozó, sakkvilágbajnok | 080 | —      |
| november 26. | Ernesto Prinoth    | olasz autóversenyző                             | 058 |        |
| november 25. | Jack Albertson     | amerikai színész, énekes, táncos                | 074 |        |
| november 25. | Sigbjørn Hølmebakk | norvég író                                      | 059 |        |
| november 21. | Ejner Federspiel   | dán színész                                     | 085 |        |
| november 21. | Gustaw Fierla      | cseh-lengyel festő, tanár, néprajzkutató        | 085 |        |
| november 20. | K. E. Løgstrup     | dán filozófus és teológus                       | 076 |        |
| november 18. | Fredric Wertham    | német-amerikai pszichiáter és szakíró           | 086 |        |
| november 15. | Enid Markey        | amerikai színésznő                              | 087 |        |
| november 13. | Mestre Pastinha    | brazil capoeira-mester                          | 092 |        |
| november 12. | Herman Pilnik      | német-argentin sakkozó                          | 067 |        |
| november 9.  | Frank Malina       | amerikai repülőgép-tervező mérnök és festő      | 069 |        |
| november 7.  | Will Durant        | amerikai író, filozófus, történész              | 096 |        |
| november 5.  | Stanisław Mazur    | lengyel matematikus                             | 076 |        |
| november 2.  | Ghislain Cloquet   | belga operatőr                                  | 057 |        |
| november 2.  | Wally Wood         | amerikai képregényalkotó                        | 054 |        |

## Október
| Dátum       | Név                                | Foglalkozás / tisztség                                                                          | Kor | Forrás |
| ----------- | ---------------------------------- | ----------------------------------------------------------------------------------------------- | --- | ------ |
| október 30. | Jón Kaldal                         | izlandi fotográfus és hosszútávfutó                                                             | 085 |        |
| október 29. | Hugo Hadwiger                      | svájci matematikus                                                                              | 072 |        |
| október 29. | Sztiliánosz Mavromihálisz          | görög politikus, miniszterelnök (1963)                                                          | 082 | –      |
| október 27. | Anders Ångström                    | svéd asztrofizikus, meteorológus                                                                | 093 |        |
| október 27. | Nico Dostal                        | osztrák operett- és filmzeneszerző                                                              | 085 |        |
| október 27. | Lūcijs Endzelīns                   | lett-ausztrál sakkozó                                                                           | 072 |        |
| október 25. | Akutagava Hirosi                   | japán színész, Akutagava Rjúnoszuke fia                                                         | 061 | [ 6 ]  |
| október 25. | Franz Grasberger                   | osztrák zenetudós                                                                               | 065 |        |
| október 23. | Reg Butler                         | brit szobrász                                                                                   | 068 |        |
| október 20. | Mary Chase                         | Pulitzer-díjas amerikai drámaíró, újságíró, gyermekkönyvíró                                     | 074 |        |
| október 17. | Albert Cohen                       | francia nyelvű svájci író                                                                       | 086 |        |
| október 16. | Ivan Udodov                        | olimpiai bajnok (1952) szovjet-orosz súlyemelő                                                  | 057 |        |
| október 15. | Rafael Dieste                      | galiciai és spanyol nyelvű író, újságíró                                                        | 082 | [ 8 ]  |
| október 15. | Čestmír Jeřábek                    | cseh író, drámaíró, irodalomkritikus                                                            | 088 |        |
| október 15. | Håkan Westergren                   | svéd színész                                                                                    | 082 |        |
| október 14. | Huszárik Zoltán                    | Balázs Béla-díjas és posztumusz Kossuth-díjas filmrendező, forgatókönyvíró, dramaturg, grafikus | 050 |        |
| október 13. | Nils Asther                        | svéd színész                                                                                    | 084 |        |
| október 13. | Antonio Berni                      | argentin festő, gravírozó                                                                       | 076 |        |
| október 12. | Agatha Bacovia (Agatha Grigurescu) | román költő, George Bacovia felesége                                                            | 086 |        |
| október 8.  | Heinz Kohut                        | osztrák-amerikai pszichiáter, pszichoanalitikus                                                 | 068 |        |
| október 7.  | Vajda György                       | magyar származású francia iszlamológus, orientalista, az arab és héber nyelv kutatója           | 072 |        |
| október 6.  | Anvar Szadat                       | egyiptomi politikus, katonatiszt, elnök (1970–1981)                                             | 062 |        |
| október 5.  | Gloria Grahame                     | amerikai színésznő                                                                              | 057 |        |
| október 5.  | Rodolphe Guilland                  | francia bizantológus                                                                            | 093 | –      |
| október 3.  | Tadeusz Kotarbiński                | lengyel filozófus                                                                               | 095 |        |

## Szeptember
| Dátum          | Név                     | Foglalkozás / tisztség                               | Kor | Forrás |
| -------------- | ----------------------- | ---------------------------------------------------- | --- | ------ |
| szeptember 30. | Servando Cabrera Moreno | kubai festő                                          | 058 |        |
| szeptember 29. | Irving Chernev          | orosz származású amerikai sakkozó és sakkszakíró     | 081 |        |
| szeptember 28. | Rómulo Betancourt       | venezuelai politikus, köztársasági elnök (1959–1964) | 073 |        |
| szeptember 27. | Bronisław Malinowski    | olimpiai bajnok (1980) lengyel hosszútávfutó         | 030 |        |
| szeptember 27. | Robert Montgomery       | amerikai színész                                     | 077 |        |
| szeptember 26. | Roy Cochran             | olimpiai bajnok (1948) amerikai futó                 | 062 |        |
| szeptember 24. | Patsy Kelly             | amerikai színésznő                                   | 071 |        |
| szeptember 22. | Harry Warren            | amerikai zeneszerző és dalszövegíró                  | 087 |        |
| szeptember 21. | Tony Aubin              | francia zeneszerző, karmester                        | 073 |        |
| szeptember 14. | Furry Lewis             | amerikai country blues gitáros és dalszövegíró       | 088 |        |
| szeptember 13. | Gregory Breit           | amerikai fizikus                                     | 082 |        |
| szeptember 11. | Cecil McMaster          | olimpiai bronzérmes (1924) dél-afrikai futó          | 086 |        |
| szeptember 9.  | Ricardo Balbín          | argentin jogász, politikus                           | 077 |        |
| szeptember 7.  | Christy Brown           | ír író és festő                                      | 049 |        |
| szeptember 4.  | Carl Knowles            | olimpiai bajnok (1936) amerikai kosárlabdázó         | 071 |        |
| szeptember 3.  | Ella Hall               | amerikai színésznő                                   | 085 |        |
| szeptember 3.  | Rensis Likert           | amerikai szociálpszichológus                         | 078 |        |
| szeptember 1.  | Albert Speer            | német építész                                        | 076 | –      |

## Augusztus
| Dátum         | Név                      | Foglalkozás / tisztség                                                      | Kor | Forrás |
| ------------- | ------------------------ | --------------------------------------------------------------------------- | --- | ------ |
| augusztus 30. | Vera-Ellen               | amerikai táncosnő, színésznő, énekesnő                                      | 060 |        |
| augusztus 30. | Konrāds Ubāns            | lett (tájkép)festő                                                          | 087 |        |
| augusztus 29. | Lowell Thomas            | amerikai író, színész, televíziós műsorvezető, dokumentumfilmes             | 089 |        |
| augusztus 27. | Paul Herget              | amerikai csillagász                                                         | 073 |        |
| augusztus 27. | Henri Victor Vallois     | francia paleontológus és antropológus                                       | 092 | [ 10 ] |
| augusztus 27. | Valerij Harlamov         | szovjet-orosz jégkorongozó                                                  | 033 |        |
| augusztus 25. | Leonidas Alaoglu         | kanadai-amerikai matematikus                                                | 067 |        |
| augusztus 23. | Trevor Coker             | olimpiai bajnok (1972) új-zélandi evezős                                    | 031 |        |
| augusztus 23. | Jiřina Šejbalová         | cseh színésznő, énekesnő                                                    | 075 |        |
| augusztus 22. | Sașa Pană                | román költő, író                                                            | 079 |        |
| augusztus 22. | Glauber Rocha            | brazil színész, filmrendező, író                                            | 042 |        |
| augusztus 18. | Robert Russell Bennett   | amerikai zeneszerző                                                         | 087 |        |
| augusztus 18. | Bernard Koopman          | franciaországi születésű amerikai matematikus                               | 081 |        |
| augusztus 18. | Anita Loos               | amerikai író, drámaíró, forgatókönyvíró                                     | 092 |        |
| augusztus 17. | Władysław Czapliński     | lengyel történész                                                           | 075 |        |
| augusztus 17. | Giorgio Ferroni          | olasz filmrendező                                                           | 073 |        |
| augusztus 16. | Gracian Botyev           | olimpiai bajnok (1956) szovjet kenus                                        | 052 |        |
| augusztus 16. | Robert Krasker           | ausztrál operatőr                                                           | 068 |        |
| augusztus 16. | Viktor Vagner            | szovjet-orosz matematikus                                                   | 072 |        |
| augusztus 15. | Alfred H. Barr           | amerikai művészettörténész, a New York-i Modern Művészeti Múzeum igazgatója | 079 |        |
| augusztus 15. | Ralph Kubail             | olimpiai bronzérmes (1976) német (NSZK) evezős                              | 029 |        |
| augusztus 11. | Valentine Tessier        | francia színésznő                                                           | 089 |        |
| augusztus 9.  | Adolf Zábranský          | cseh festő, grafikus, illusztrátor                                          | 071 |        |
| augusztus 7.  | Gunnar Uusi              | észt sakkozó                                                                | 050 |        |
| augusztus 5.  | Jerzy Neyman             | lengyel-amerikai matematikus és statisztikus                                | 087 |        |
| augusztus 2.  | Delfo Cabrera            | olimpiai bajnok (1948) argentin hosszútávfutó                               | 062 |        |
| augusztus 2.  | Stefanie Fryland Clausen | olimpiai bajnok (1920) dán műugró                                           | 081 |        |
| augusztus 2.  | Athol Meech              | olimpiai bronzérmes (1928) kanadai evezős                                   | 074 |        |

## Július
| Dátum      | Név                       | Foglalkozás / tisztség                                                         | Kor | Forrás |
| ---------- | ------------------------- | ------------------------------------------------------------------------------ | --- | ------ |
| július 31. | Omar Torrijos             | panamai katonatiszt, politikus, az ország tényleges vezetője (1968–1981)       | 052 |        |
| július 30. | Bud Tingelstad            | amerikai autóversenyző                                                         | 053 |        |
| július 29. | Antero Kivi               | olimpiai ezüstérmes (1928) finn diszkoszvető                                   | 077 |        |
| július 29. | Robert Moses              | amerikai építőmérnök, várostervező                                             | 092 |        |
| július 27. | Katharina Boll-Dornberger | osztrák fizikus és krisztallográfus                                            | 071 |        |
| július 27. | Henri Gaussen             | francia botanikus és geobotanikus                                              | 090 |        |
| július 26. | Stafford L. Warren        | amerikai orvos és radiológus                                                   | 085 |        |
| július 20. | Abram Kardiner            | amerikai antropológus, pszichiáter                                             | 089 |        |
| július 20. | Rajz János                | Kossuth- és Jászai Mari-díjas színész                                          | 074 |        |
| július 20. | Ratkó Anna                | szövőnő, szakszervezeti vezető, népjóléti- és egészségügyi miniszter           | 077 |        |
| július 19. | Clemente Yerovi           | ecuadori politikus, köztársasági elnök (1966)                                  | 076 | [ 12 ] |
| július 16. | Harry Chapin              | amerikai folk- és popénekes, dalszövegíró                                      | 038 |        |
| július 12. | Borisz Polevoj            | szovjet-orosz író                                                              | 073 |        |
| július 11. | Bilicsi Tivadar           | színész                                                                        | 079 |        |
| július 10. | Giuseppe Tosi             | olimpiai ezüstérmes (1948) olasz diszkoszvető                                  | 065 |        |
| július 9.  | Oscar van Hemel           | belga-holland zeneszerző                                                       | 088 |        |
| július 9.  | Meyer Levin               | amerikai újságíró, író                                                         | 075 |        |
| július 5.  | Manuel Urrutia Lleó       | kubai politikus, a forradalom győzelme után fél évig köztársasági elnök (1959) | 072 |        |
| július 5.  | Jorge Urrutia Blondel     | chilei zeneszerző                                                              | 077 |        |
| július 4.  | Stephen Bosustow          | kanadai-amerikai filmproducer                                                  | 069 |        |
| július 4.  | Helmut Gröttrup           | német mérnök, rakétafejlesztő, feltaláló                                       | 065 |        |
| július 4.  | Kimura Iszao              | japán színész (A hét szamuráj)                                                 | 058 |        |
| július 4.  | Niels Erik Nørlund        | dán matematikus és csillagász                                                  | 085 |        |
| július 1.  | Carlos de Oliveira        | portugál író                                                                   | 059 |        |
| július 1.  | Jiří Voskovec             | cseh-amerikai színész, énekes, író, rendező                                    | 076 |        |

## Június
| Dátum      | Név                          | Foglalkozás / tisztség                                                      | Kor | Forrás |
| ---------- | ---------------------------- | --------------------------------------------------------------------------- | --- | ------ |
| június 28. | Terry Fox                    | kanadai atléta és rákkutató aktivista                                       | 022 |        |
| június 27. | Henning Koppel               | dán szobrász és formatervező                                                | 063 |        |
| június 23. | Zarah Leander                | svéd színésznő, énekesnő                                                    | 074 |        |
| június 21. | Johan Fabricius              | holland író, újságíró, felfedező                                            | 081 |        |
| június 19. | Lotte Reiniger               | német rajzfilm-animátor, könyvillusztrátor                                  | 082 |        |
| június 16. | Jule Gregory Charney         | amerikai meteorológus                                                       | 064 |        |
| június 14. | Alberto Winkler              | olimpiai bajnok (1956) olasz evezős                                         | 049 |        |
| június 13. | George Walsh                 | amerikai színész                                                            | 092 |        |
| június 12. | Eleanor Hunt                 | amerikai színésznő                                                          | 071 |        |
| június 12. | Humberto Tomassina           | uruguayi labdarúgó                                                          | 082 |        |
| június 11. | Maria Czapska                | lengyel történész, író, irodalomtörténész                                   | 087 | [ 13 ] |
| június 10. | Nair de Tefé                 | brazil művész, énekesnő, színésznő, Hermes da Fonseca brazil elnök felesége | 095 |        |
| június 9.  | Erich Obst                   | német földrajztudós                                                         | 094 |        |
| június 8.  | Demeter Hedvig               | Jászai Mari-díjas színésznő, érdemes művész                                 | 054 |        |
| június 7.  | Jan Burgers                  | holland fizikus                                                             | 086 |        |
| június 7.  | Joseph Wright                | olimpiai ezüstérmes (1928) kanadai evezős                                   | 075 |        |
| június 6.  | Elfego Hernán Monzón Aguirre | guatemalai katonatiszt, politikus, államelnök (1954)                        | 069 |        |
| június 4.  | Cedric Liddell               | olimpiai bronzérmes (1932) kanadai evezős                                   | 067 |        |
| június 3.  | Carleton S. Coon             | amerikai antropológus                                                       | 076 |        |
| június 2.  | Rino Gaetano                 | olasz pop- és rockénekes                                                    | 030 |        |
| június 2.  | Karl Lärka                   | svéd dokumentumfotós, néprajzi gyűjtő                                       | 088 |        |
| június 1.  | Jan Zdenek Bartos            | cseh zeneszerző                                                             | 072 |        |

## Május
| Dátum     | Név                          | Foglalkozás / tisztség                                            | Kor | Forrás |
| --------- | ---------------------------- | ----------------------------------------------------------------- | --- | ------ |
| május 31. | Giuseppe Pella               | olasz közgazdász, politikus, miniszterelnök (1953–1954)           | 079 |        |
| május 31. | Barbara Ward                 | brit közgazdász                                                   | 067 |        |
| május 30. | Ziaur Rahman                 | bangladesi politikus, köztársasági elnök (1977–1981)              | 045 |        |
| május 29. | Hana Růžičková               | olimpiai ezüstérmes (1960, 1964) cseh tornász                     | 040 |        |
| május 27. | Pilinszky János              | költő, író, újságíró, műfordító                                   | 059 |        |
| május 27. | Reidar Särestöniemi          | finn festő                                                        | 056 | —      |
| május 25. | Monique Keraudren            | francia botanikus                                                 | 052 |        |
| május 25. | Ruby Payne-Scott             | ausztrál rádiócsillagász                                          | 068 |        |
| május 25. | Rosa Ponselle                | amerikai operaénekesnő                                            | 084 |        |
| május 24. | Jaime Roldós Aguilera        | ecuadori politikus, köztársasági elnök (1979–1981)                | 040 |        |
| május 24. | George Jessel                | amerikai színész, énekes                                          | 083 |        |
| május 22. | Boris Sagal                  | ukrán-amerikai filmrendező                                        | 057 |        |
| május 21. | Patsy O'Hara                 | északír nacionalista politikus, IRA-aktivista                     | 023 |        |
| május 19. | Erich Fiedler                | német színész                                                     | 080 |        |
| május 19. | Collingwood Ingram           | brit kertész, botanikus, ornitológus                              | 100 |        |
| május 18. | Arthur O'Connell             | amerikai színész                                                  | 073 |        |
| május 18. | William Saroyan              | örmény származású amerikai író                                    | 072 |        |
| május 17. | Alan Gowen                   | brit rockzenész, billentyűs (Gilgamesh)                           | 033 |        |
| május 17. | W. K. C. Guthrie             | skót filozófiatörténész                                           | 074 |        |
| május 17. | Hugo Friedhofer              | amerikai zeneszerző                                               | 080 |        |
| május 12. | Francis Hughes               | északír nacionalista politikus, IRA-aktivista                     | 025 |        |
| május 12. | Benjamin Sheares             | szingapúri politikus, államelnök (1971–1981)                      | 073 |        |
| május 11. | Bob Marley                   | jamaicai reggae énekes, gitáros, dalszerző, emberi jogi aktivista | 036 |        |
| május 10. | Ali Bakiu                    | albán fotográfus                                                  | 070 |        |
| május 9.  | Nelson Algren                | amerikai író                                                      | 072 |        |
| május 9.  | Jevgenyij Bruszilovszkij     | szovjet-orosz zeneszerző                                          | 075 |        |
| május 9.  | Margaret Lindsay             | amerikai színésznő                                                | 070 |        |
| május 5.  | Bobby Sands                  | északír nacionalista politikus, IRA-aktivista                     | 027 |        |
| május 4.  | Paul Green                   | amerikai drámaíró                                                 | 087 |        |
| május 4.  | Nicolau Maria Rubió i Tudurí | spanyol-katalán építész, kerttervező, várostervező, író           | 090 |        |
| május 3.  | Nargis                       | indiai színésznő                                                  | 051 |        |
| május 2.  | Harold Wilson                | olimpiai bronzérmes (1924) amerikai evezős                        | 078 |        |

## Április
| Dátum       | Név                    | Foglalkozás / tisztség                                       | Kor | Forrás                                                      |
| ----------- | ---------------------- | ------------------------------------------------------------ | --- | ----------------------------------------------------------- |
| április 30. | Peter Huchel           | német költő, újságíró                                        | 078 |                                                             |
| április 29. | Cat Anderson           | amerikai dzsessztrombitás                                    | 064 |                                                             |
| április 26. | Madge Evans            | amerikai színésznő                                           | 071 |                                                             |
| április 25. | Paul Bontemps          | olimpiai bronzérmes (1924) francia atléta, hosszútávfutó     | 078 |                                                             |
| április 25. | Danilo Švara           | szlovén zeneszerző, karmester                                | 079 |                                                             |
| április 23. | James Angus Gillan     | olimpiai bajnok (1908, 1912) brit evezős                     | 095 |                                                             |
| április 23. | Josep Pla i Casadevall | katalán író, újságíró                                        | 084 |                                                             |
| április 23. | Zelk Zoltán            | Baumgarten-, József Attila- és Kossuth-díjas költő, prózaíró | 074 |                                                             |
| április 21. | Dorothy Eady           | brit-egyiptomi egyiptológus                                  | 077 | Archiválva 2021. február 5-i dátummal a Wayback Machine-ben |
| április 20. | Hans Söhnker           | német színész                                                | 077 |                                                             |
| április 19. | Ernst Levy             | svájci zeneszerző, karmester                                 | 085 |                                                             |
| április 12. | Hendrik Andriessen     | holland zeneszerző, orgonaművész                             | 088 |                                                             |
| április 12. | Joe Louis              | amerikai ökölvívó                                            | 066 |                                                             |
| április 8.  | Adrian Hoven           | osztrák színész, filmrendező, producer                       | 058 |                                                             |
| április 7.  | Kit Lambert            | brit zenei producer, lemezkiadó                              | 045 |                                                             |
| április 5.  | Bob Hite               | amerikai rock- és bluesénekes (Canned Heat)                  | 038 | [ 15 ]                                                      |
| április 5.  | Ernesto Canto da Maia  | portugál szobrász                                            | 090 |                                                             |
| április 4.  | Carl Ludwig Siegel     | német matematikus                                            | 084 |                                                             |
| április 3.  | Leo Kanner             | osztrák-amerikai pszichiáter                                 | 086 |                                                             |

## Március
| Dátum       | Név                            | Foglalkozás / tisztség                                   | Kor | Forrás                                                      |
| ----------- | ------------------------------ | -------------------------------------------------------- | --- | ----------------------------------------------------------- |
| március 30. | Louis Kuehn                    | olimpiai bajnok (1920) amerikai műugró                   | 079 |                                                             |
| március 30. | Douglas Lowe                   | olimpiai bajnok (1924, 1928) brit középtávfutó           | 078 |                                                             |
| március 29. | David Prophet                  | brit autóversenyző                                       | 043 |                                                             |
| március 29. | Nyikolaj Szmaga                | olimpiai bronzérmes (1968) szovjet atléta, távgyalogló   | 042 |                                                             |
| március 29. | Eric Williams                  | Trinidad és Tobagó-i politikus, miniszterelnök (1962–81) | 069 |                                                             |
| március 27. | Preben Kaas                    | dán színész, forgatókönyvíró, filmrendező                | 050 |                                                             |
| március 26. | C. D. Darlington               | angol biológus, genetikus, eugenikus                     | 077 |                                                             |
| március 26. | Frank Fiddes                   | olimpiai bronzérmes (1928) kanadai evezős                | 074 |                                                             |
| március 25. | Edward Lasker                  | német-amerikai sakk- és gojátékos                        | 095 |                                                             |
| március 23. | Mike Hailwood                  | brit motor- és autóversenyző, Formula–1-es pilóta        | 040 |                                                             |
| március 20. | Väinö Auer                     | finn geológus, földrajztudós                             | 086 |                                                             |
| március 20. | Irving Jaffee                  | olimpiai bajnok (1932) amerikai gyorskorcsolyázó         | 074 |                                                             |
| március 20. | Sonny Red                      | amerikai dzsessz-szaxofonista                            | 048 |                                                             |
| március 20. | Edith Schultze-Westrum         | német színésznő                                          | 076 |                                                             |
| március 19. | Tampa Red                      | amerikai blueszenész (Chicago blues)                     | 077 |                                                             |
| március 17. | Dorothy Dwan                   | amerikai színésznő                                       | 074 |                                                             |
| március 17. | Felix Tauer                    | cseh orientalista                                        | 087 |                                                             |
| március 11. | Guy Revell                     | olimpiai ezüstérmes (1964) kanadai korcsolyázó           | 039 |                                                             |
| március 11. | Kazimierz Kordylewski          | lengyel csillagász                                       | 077 |                                                             |
| március 9.  | Telesforo Monzón               | baszk író, politikus                                     | 076 |                                                             |
| március 7.  | Bosley Crowther                | amerikai újságíró, filmkritikus                          | 075 |                                                             |
| március 7.  | Hilde Krahwinkel Sperling      | német teniszező                                          | 072 |                                                             |
| március 5.  | Yip Harburg                    | amerikai dalszövegíró                                    | 084 |                                                             |
| március 5.  | Paul Hörbiger                  | osztrák színész                                          | 086 |                                                             |
| március 4.  | Torin Thatcher                 | brit-amerikai színész                                    | 076 |                                                             |
| március 3.  | Rebecca Lancefield             | amerikai mikrobiológus                                   | 086 |                                                             |
| március 1.  | Roberto Francisco Chiari Remón | panamai politikus, elnök (1949, 1960–1964)               | 075 |                                                             |
| március 1.  | Martyn Lloyd-Jones             | walesi evangélikus teológus, orvos                       | 081 | Archiválva 2021. január 17-i dátummal a Wayback Machine-ben |

## Február
| Dátum       | Név                     | Foglalkozás / tisztség                                                                                      | Kor | Forrás |
| ----------- | ----------------------- | --- | --- | ------ |
| február 28. | Álvaro Cunqueiro        | spanyol és galiciai nyelvű író, drámaíró, költő, újságíró                                                   | 069 |        |
| február 28. | Virginia Huston         | amerikai színésznő                                                                                          | 055 |        |
| február 27. | Joan Rebull             | katalán szobrász                                                                                            | 082 |        |
| február 26. | Tatjana Sais            | német színésznő                                                                                             | 071 |        |
| február 25. | Hana Dostalová          | cseh festő, illusztrátor, formatervező                                                                      | 090 |        |
| február 25. | Bihari József           | kétszeres Kossuth-díjas színművész                                                                          | 080 |        |
| február 22. | Guy Butler              | olimpiai bajnok (1920) brit futó                                                                            | 081 |        |
| február 20. | Imrich Karvaš           | szlovák közgazdász, ipari- és kereskedelmi miniszter                                                        | 077 |        |
| február 19. | Douglas Lewis           | olimpiai bronzérmes (1924) kanadai ökölvívó                                                                 | 082 |        |
| február 18. | Jack Northrop           | amerikai repülőmérnök, formatervező, vállalkozó                                                             | 085 |        |
| február 17. | Alfred Fitch (Al Fitch) | olimpiai ezüstérmes (1936) amerikai futó                                                                    | 068 |        |
| február 17. | Alberto Zozaya          | argentin labdarúgó, edző                                                                                    | 072 |        |
| február 15. | Mike Bloomfield         | amerikai gitáros és zeneszerző                                                                              | 037 |        |
| február 15. | Karl Richter            | német orgonista, karmester                                                                                  | 054 |        |
| február 11. | Ketti Frings            | Pulitzer-díjas amerikai drámaíró                                                                            | 071 |        |
| február 11. | Franz Sondheimer        | brit kémikus                                                                                                | 054 |        |
| február 9.  | Franz Andrysek          | olimpiai bajnok (1928) osztrák súlyemelő                                                                    | 075 |        |
| február 9.  | Bill Haley              | amerikai dalszerző, énekes, gitáros                                                                         | 055 |        |
| február 9.  | Tiny Thompson           | kanadai jégkorongozó                                                                                        | 077 |        |
| február 8.  | Helena Bartošová        | szlovák operaénekesnő                                                                                       | 076 |        |
| február 6.  | Hugo Montenegro         | amerikai karmester, filmzeneszerző                                                                          | 055 |        |
| február 5.  | Ella Grasso             | amerikai politikus, Connecticut állam kormányzója, az első amerikai nő, aki kormányzói tisztséget betöltött | 061 |        |
| február 3.  | J Harlen Bretz          | amerikai geológus                                                                                           | 098 |        |
| február 2.  | Louise Lorraine         | amerikai színésznő                                                                                          | 076 |        |
| február 1.  | Wanda Hendrix           | amerikai színésznő                                                                                          | 052 |        |
| február 1.  | Eric Hultén             | svéd botanikus, növényföldrajz-tudós                                                                        | 086 |        |
| február 1.  | Ernst Pepping           | német zeneszerző                                                                                            | 079 |        |
| február 1.  | Geirr Tveitt            | norvég zeneszerző és zongoraművész                                                                          | 072 |        |

## Január
| Dátum      | Név                         | Foglalkozás / tisztség                                   | Kor | Forrás                                                       |
| ---------- | --------------------------- | -------------------------------------------------------- | --- | ------------------------------------------------------------ |
| január 30. | Theodor Haltenorth          | német zoológus                                           | 070 | Archiválva 2022. március 26-i dátummal a Wayback Machine-ben |
| január 29. | Reginald Martin             | olimpiai ezüstérmes (1908) brit lacrosse-játékos         | 093 |                                                              |
| január 28. | Alphonse Gemuseus           | olimpiai bajnok (1924) svájci lovas                      | 082 |                                                              |
| január 25. | Adele Astaire               | amerikai táncosnő, énekesnő                              | 084 |                                                              |
| január 25. | Ladislav Grosman            | szlovák-izraeli író                                      | 059 |                                                              |
| január 25. | Nathan M. Newmark           | amerikai építőmérnök                                     | 070 |                                                              |
| január 22. | Rudolf Geiger               | német meteorológus, klimatológus                         | 086 |                                                              |
| január 22. | María Moliner               | spanyol könyvtáros, nyelvész, lexikográfus               | 080 |                                                              |
| január 21. | Allyn Joslyn                | amerikai színész                                         | 079 |                                                              |
| január 20. | Vittorio Tamagnini          | olimpiai bajnok (1928) olasz ökölvívó                    | 070 |                                                              |
| január 19. | Alberto Héber Usher         | uruguayi politikus, elnök (1966–1967)                    | 062 |                                                              |
| január 17. | Hugo Aufderbeck             | német római katolikus pap, teológus                      | 071 |                                                              |
| január 16. | Peter Bredsdorff            | dán építész és várostervező                              | 067 |                                                              |
| január 16. | Bernard Lee                 | angol színész                                            | 073 |                                                              |
| január 13. | Finn Gundelach              | dán politikus, diplomata, az Európai Bizottság tagja     | 055 |                                                              |
| január 12. | Wladimir Seidel             | német-amerikai matematikus                               | 074 | –                                                            |
| január 11. | Beulah Bondi                | amerikai színésznő                                       | 091 |                                                              |
| január 10. | Lotte Mühe (Charlotte Mühe) | olimpiai bronzérmes (1928) német úszó                    | 070 |                                                              |
| január 9.  | Kazimierz Serocki           | lengyel zeneszerző, zongoraművész                        | 058 |                                                              |
| január 8.  | Matthew Beard               | amerikai színész                                         | 056 |                                                              |
| január 8.  | Jessie Rindom               | dán színésznő                                            | 077 |                                                              |
| január 8.  | Alekszandr Kotov            | szovjet-orosz sakkozó                                    | 067 | [ 17 ]                                                       |
| január 7.  | José Ardévol                | kubai zeneszerző                                         | 069 |                                                              |
| január 6.  | Archibald Joseph Cronin     | skót orvos és író                                        | 084 |                                                              |
| január 6.  | Antonio Suárez              | spanyol kerékpárversenyző                                | 048 |                                                              |
| január 5.  | Harold C. Urey              | amerikai fiziokémikus                                    | 087 |                                                              |
| január 5.  | Lanza del Vasto             | olasz filozófus, költő, művész, erőszakellenes aktivista | 079 |                                                              |
| január 3.  | Felton Jarvis               | amerikai zenei producer                                  | 046 |                                                              |
| január 2.  | Cora Ratto de Sadosky       | argentin matematikus és emberi jogi aktivista            | 068 |                                                              |
| január 1.  | Maurice Fombeure            | francia költő, író                                       | 074 |                                                              |
| január 1.  | David Littmann              | amerikai kardiológus, feltaláló                          | 074 |                                                              |
| január 1.  | Mauri Rose                  | amerikai autóversenyző                                   | 074 |                                                              |